# Isola del Giglio
Isola del Giglio är en comune på ön med samma namn i provinsen Grosseto i södra Toscana i Italien. I kommunen ingår även ön Giannutri och kommunen hade 1 436 invånare (2018).

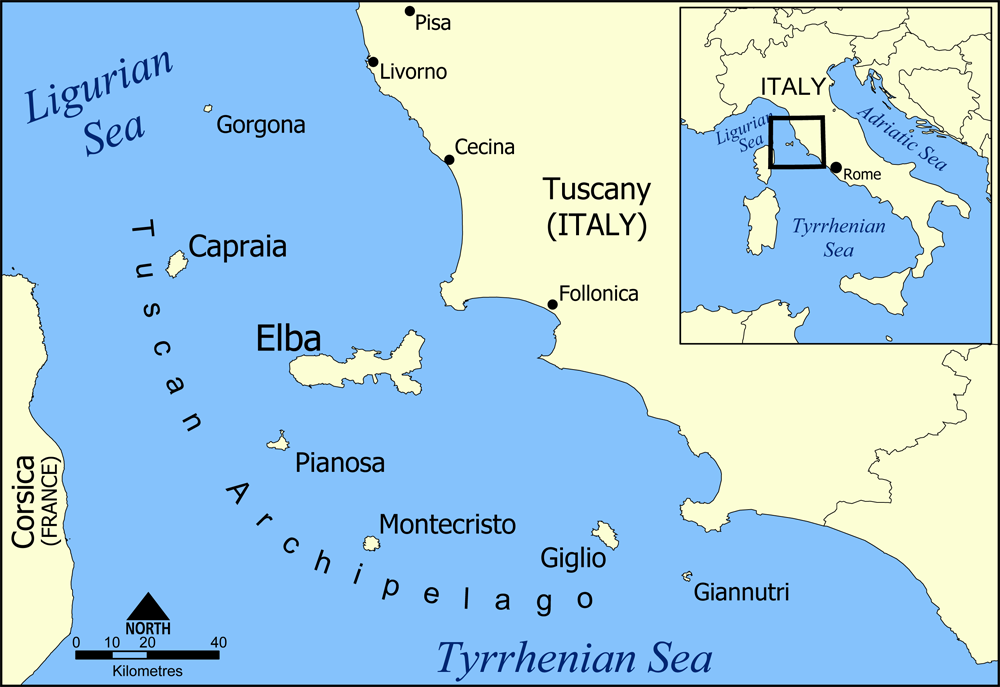
Ön Giglios läge i den toskanska arkipelagen.

Ön har en yta på 21,2 km² och är näst störst i den toskanska arkipelagen, vilken ligger mellan Toscana och Korsika. Ön är belägen ungefär 50 km sydost om Elba och 18 km väst om halvön Monte Argentario. På ön finns tre byar, Giglio Castello, som är öns huvudort, Giglio Porto och Giglio Campese. Öns högsta punkt är Poggio della Pagana som mäter 496 meter över havet. Giglio lever huvudsakligen av sin turistnäring.
Sent på kvällen den 13 januari 2012 gick kryssningsfartyget M/S Costa Concordia på grund vid ön med totalt 4 234 personer ombord, 30 personer avled, och 2 saknas.

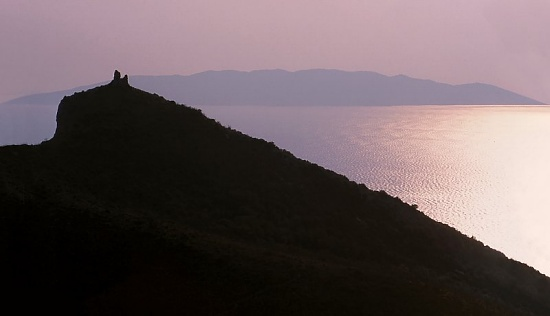
Ön Giglio sett från Monte Argentario.
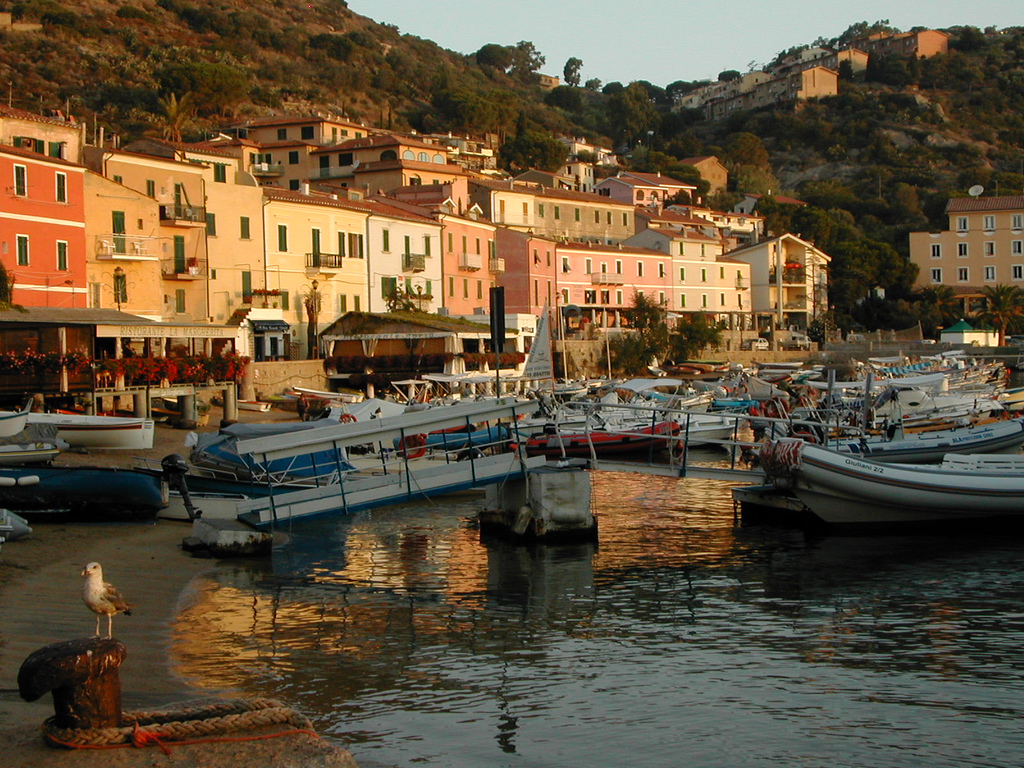
Giglio Porto.
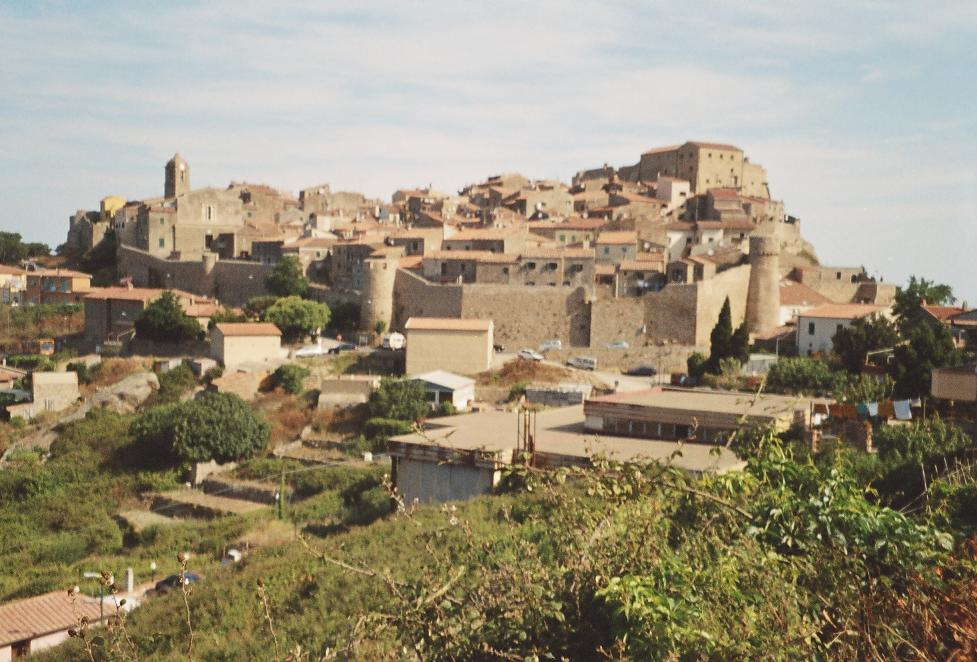
Giglio Castello.
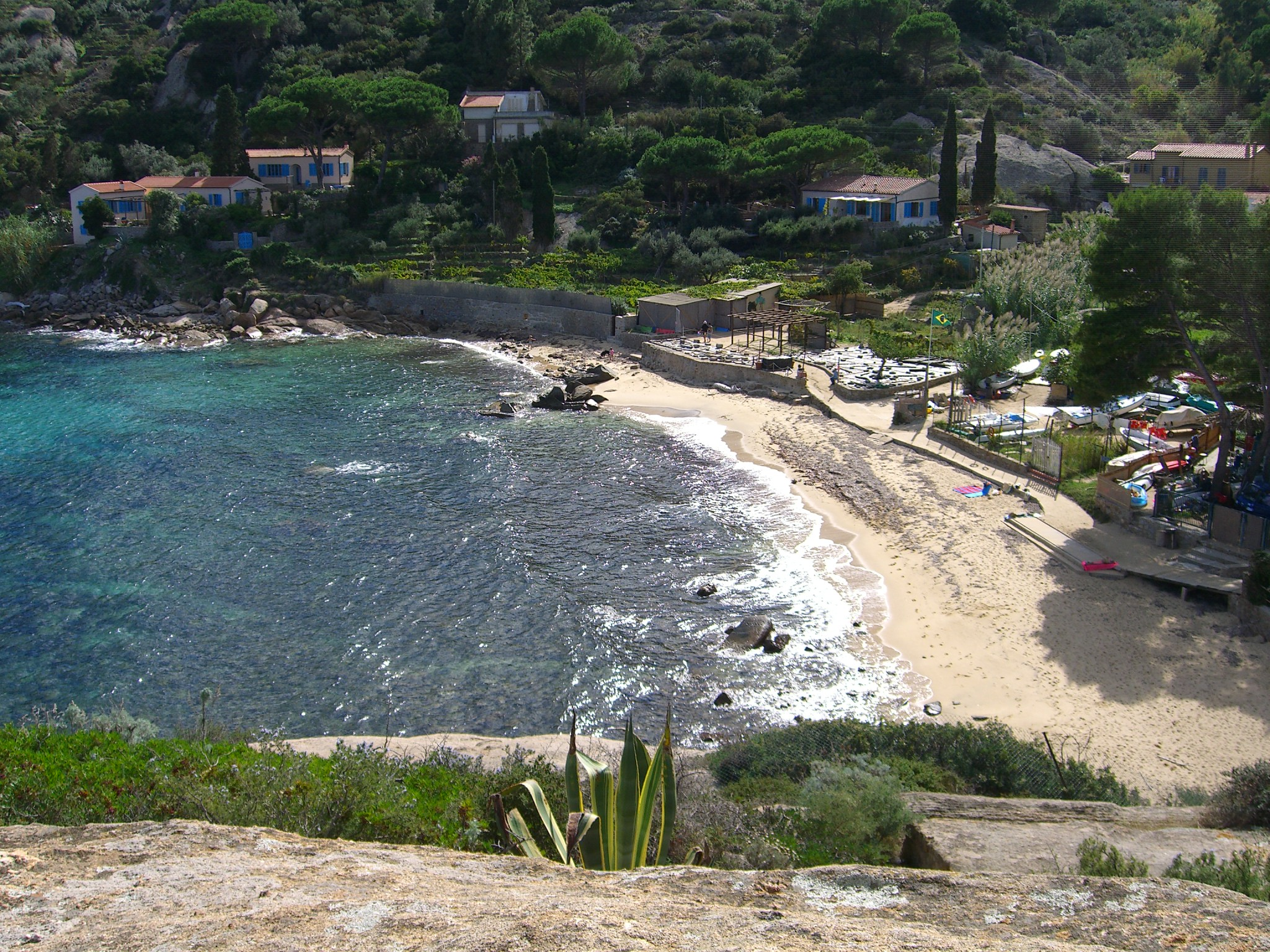
Spiaggia dell'Arenella.